# Zadní Bedřichov
Zadní Bedřichov je základní sídelní jednotka města Jihlava v okrese Jihlava. Má výměru 112 ha. Nachází se zde největší jihlavská průmyslová zóna D1 průmyslový park Jihlava, který byl založen roku 2003.

## Obyvatelstvo
| Rok            | 1991 | 2001 | 2011 |
| -------------- | ---- | ---- | ---- |
| Počet obyvatel | 332  | 305  | 306  |

## Poloha
Leží v severní části města. Sousedí s Pávovem, Herolticemi, Královským vrškem a Lesnovem.